# Театр імені Максима Горького (Берлін)
Театр імені Максима Горького (нім. Maxim-Gorki-Theater) — театр у Берліні (Німеччина). У театрі 440 місць, що робить його найменшим серед державних театрів Берліна. Названий на честь радянського письменника Максима Горького. Міститься в будівлі Співацької академії Берліна. Театр було відкрито у 1952 р. виставою «За тих, хто в морі» Бориса Лавреньова.